# 7701 Zrzavý
7701 Zrzavý eller 1990 TX8 är en asteroid i huvudbältet som upptäcktes den 14 oktober 1990 av den tjeckiske astronomen Antonín Mrkos vid Kleť-observatoriet i Tjeckien. Den är uppkallad efter den tjeckiske målaren Jan Zrzavý.